# Victoria’s Secret
Victoria’s Secret – amerykańskie przedsiębiorstwo zajmujące się produkcją i sprzedażą damskiej bielizny, odzieży oraz kosmetyków.

## Historia
Firma została założona w San Francisco w 1977 roku przez absolwenta Uniwersytetu Stanforda, Roya Raymonda. Nazwa marki pochodzi od Królowej Victorii, która znana była ze swojego zamiłowania do gorsetów i bielizny, co według Roya Raymonda, było jej sekretem w udanym pożyciu seksualnym, gdyż Królowa doczekała się dziewięciorga dzieci. W latach 70. temat bielizny był krępujący, w tych czasach majtki i biustonosze miały być przede wszystkim praktyczne, wygodne i tanie, a bardziej ekskluzywne modele dostępne były w sex shopach. Raymond podczas poszukiwania bielizny dla żony uznał, że stworzy markę, która będzie przyjazna dla kobiet, ale również i ich mężczyzn. Pierwszy sklep otworzył w centrum handlowym w Stanford, kolejnym etapem rozwoju firmy, były trzy oddziały wysyłkowe. Podstawową innowacją w sklepach Victoria’s Secret było stworzenie atmosfery przyjaznej dla mężczyzn, poprzez odpowiednie wykończenie wnętrza w wiktoriańskim stylu oraz zapewnienie obsługi sklepu, która sprawi, że mężczyźni nie będą czuli się skrępowani wybierając bieliznę dla partnerki.
Po roku na rynku firma uzyskała pół miliona przychodów. Sukces napędził otwarcie kolejnych sklepów oraz uruchomienie sprzedaży wysyłkowej, co zwiększyło komfort zakupów. Na początku lat 80. firma uzyskiwała przychody rzędu 6 milionów dolarów rocznie. Jednak passa nie trwała długo, po pięciu latach zyski firmy zaczęły maleć, a firma stanęła na skraju bankructwa.
W 1982 roku Roy Raymond sprzedał firmę za milion dolarów, spółce „The Limited”, której właścicielem jest Leslie Wexner. Nowy właściciel od razu zauważył błąd w strategii firmy, która miała być przyjaznym miejscem dla mężczyzn kupujących bieliznę dla partnerki. Wexner postanowił zmienić politykę firmy tak, aby w „Victoria’s Secret” zakochały się przede wszystkim kobiety.

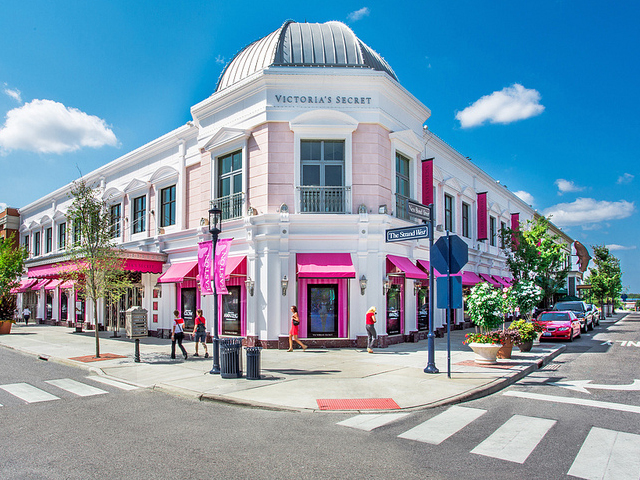
Otwarty w 2012 roku sklep Victoria’s Secret w Easton Town Center

Sklepy zmieniły swój wystrój na bardziej kobiecy i europejski. W katalogach wysyłkowych zaczęły pojawiać się znane modelki, które miały przynieść rozgłos marce. W latach 1983–1993, marka sprzedawała również bieliznę męską. Po 10 latach od zmiany właściciela, firma była już wyceniana na 1,9 miliarda dolarów. Wexner postanowił iść za ciosem i zaczął organizować pokazy mody „Victoria’s Secret Fashion Show”. W show brały udział najbardziej znane modelki, a pierwszy pokaz odbył się w 1995 roku. Historyczny pokaz odbył się natomiast w 1999 roku – był transmitowany na żywo przez TV i pokazywany na ekranie na Times Square, a obejrzało go ponad 2 mln osób. Od tamtej pory co roku (z wyjątkiem 2004 roku), pokazy „Victoria’s Secret” transmitowane są w telewizji jako jedno z głównych wydarzeń w kalendarium imprez Świata mody. Do każdego show zapraszane są również gwiazdy muzyczne światowego formatu, które uświetniają pokaz.
Marka rozbudowała swoją ofertę o linię stroi kąpielowych, kosmetyków oraz akcesoriów. Hitem okazały się tzw. „Fantasy Bra” – biustonosze ozdabiane kamieniami szlachetnymi i złotem. Co roku produkowany jest jeden biustonosz z tej linii oraz prezentowany podczas pokazu.

## Victoria’s Secret w Polsce
W lipcu 2012 r. w warszawskich centrach handlowych Złote Tarasy i Galeria Mokotów otwarto pierwsze w Polsce sklepy Victoria’s Secret, oparte na koncepcie Beauty & Accessories. Dostępne są tam kosmetyki, perfumy i akcesoria – bielizna stanowi tylko ułamek asortymentu. W sierpniu 2017 r. otwarto kolejny sklep w Warszawie w centrum handlowym Arkadia. Jest to pierwszy sklep w Polsce z pełnym asortymentem.

## Aniołki Victoria’s Secret

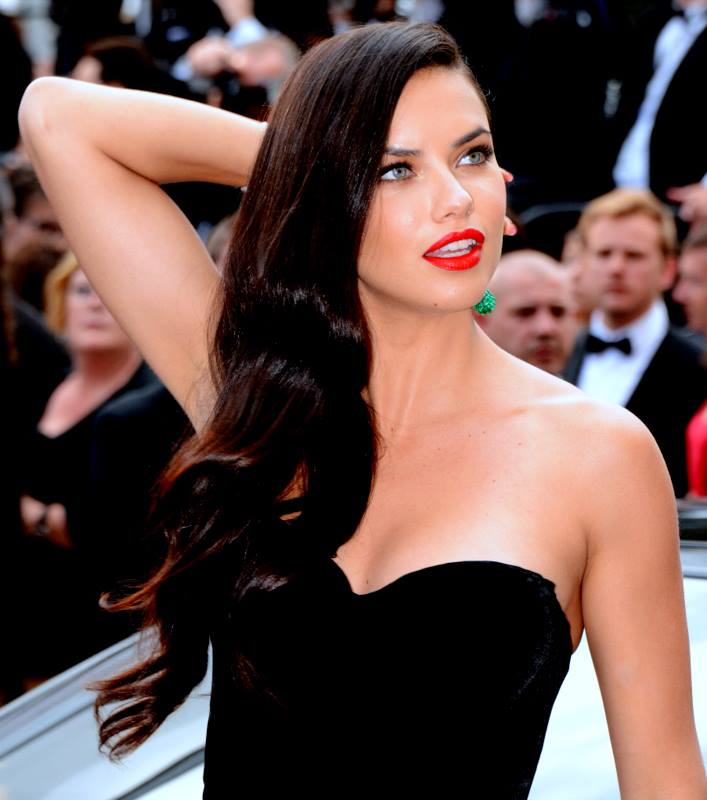
Adriana Lima – Najdłuższy stażem „aniołek” Victoria’s Secret (2000-2018)

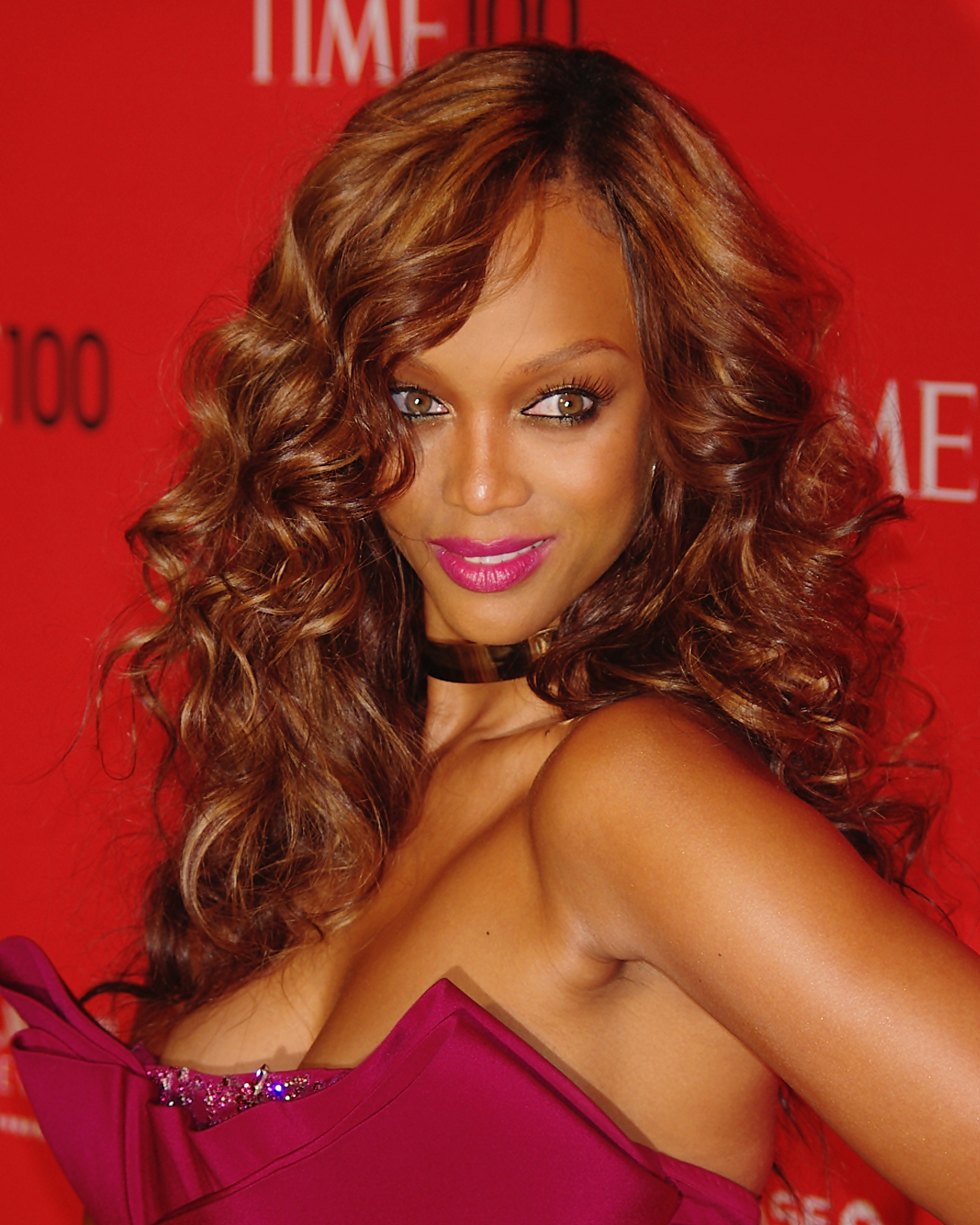
Tyra Banks – Jeden z pierwszych „aniołków” Victoria’s Secret (1997-2005)

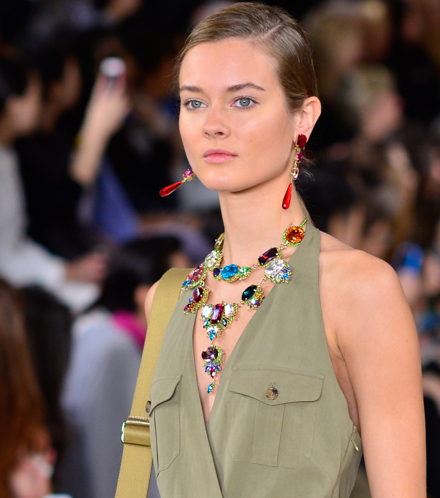
Monika Jagaciak – Jedyny polski „aniołek” Victoria’s Secret (2015-2016)

| Obecne aniołki    |                   |                |          |
| Kraj              | Modelka           | Liczba pokazów | Kontrakt |
| ----------------- | ----------------- | -------------- | -------- |
| Południowa Afryka | Candice Swanepoel | 11             | od 2009  |
| Namibia           | Behati Prinsloo   | 10             | od 2009  |
| Stany Zjednoczone | Lily Aldridge     | 9              | od 2010  |
| Szwecja           | Elsa Hosk         | 8              | od 2015  |
| Brazylia          | Lais Ribeiro      | 8              | od 2015  |
| Stany Zjednoczone | Jasmine Tookes    | 7              | od 2015  |
| Stany Zjednoczone | Martha Hunt       | 6              | od 2015  |
| Portugalia        | Sara Sampaio      | 6              | od 2015  |
| Holandia          | Romee Strijd      | 5              | od 2015  |
| Wielka Brytania   | Stella Maxwell    | 5              | od 2015  |
| Stany Zjednoczone | Taylor Hill       | 5              | od 2015  |
| Dania             | Josephine Skriver | 6              | od 2016  |
| Węgry             | Barbara Palvin    | 2              | od 2019  |
| Wielka Brytania   | Alexina Graham    | 2              | od 2019  |
| Wielka Brytania   | Leomie Anderson   | 4              | od 2019  |
| Stany Zjednoczone | Grace Elizabeth   | 3              | od 2019  |

| Dawne aniołki     |                           |                |           |
| Kraj              | Modelka                   | Liczba pokazów | Kontrakt  |
| ----------------- | ------------------------- | -------------- | --------- |
| Holandia          | Karen Mulder              | 5              | 1996-2000 |
| Dania             | Helena Christensen        | 2              | 1997-1998 |
| Stany Zjednoczone | Stephanie Seymour         | 6              | 1997-2000 |
| Czechy            | Daniela Peštová           | 4              | 1997-2001 |
| Stany Zjednoczone | Tyra Banks                | 9              | 1997-2005 |
| Stany Zjednoczone | Chandra North             | 2              | 1998      |
| Argentyna         | Inés Rivero               | 4              | 1998-1999 |
| Francja           | Laetitia Casta            | 4              | 1998-2000 |
| Niemcy            | Heidi Klum                | 11             | 1999-2010 |
| Brazylia          | Gisele Bündchen           | 7              | 2000-2007 |
| Brazylia          | Adriana Lima              | 18             | 2000-2018 |
| Brazylia          | Alessandra Ambrosio       | 17             | 2004-2017 |
| Kajmany           | Selita Ebanks             | 6              | 2005-2008 |
| Brazylia          | Izabel Goulart            | 12             | 2005-2008 |
| Czechy            | Karolína Kurková          | 9              | 2005-2009 |
| Stany Zjednoczone | Marisa Miller             | 3              | 2007-2010 |
| Australia         | Miranda Kerr              | 6              | 2007-2012 |
| Holandia          | Doutzen Kroes             | 8              | 2008-2014 |
| Wielka Brytania   | Rosie Huntington Whiteley | 5              | 2009-2010 |
| Stany Zjednoczone | Chanel Iman               | 3              | 2010-2012 |
| Stany Zjednoczone | Erin Heatherton           | 6              | 2010-2013 |
| Stany Zjednoczone | Lindsay Ellingson         | 8              | 2011-2014 |
| Stany Zjednoczone | Karlie Kloss              | 5              | 2013-2015 |
| Rosja             | Kate Grigorieva           | 3              | 2015-2016 |
| Polska            | Monika Jagaciak           | 3              | 2015-2016 |

Informacje pobrane z portalu victoriassecret.fandom.com

## Victoria’s Secret PINK

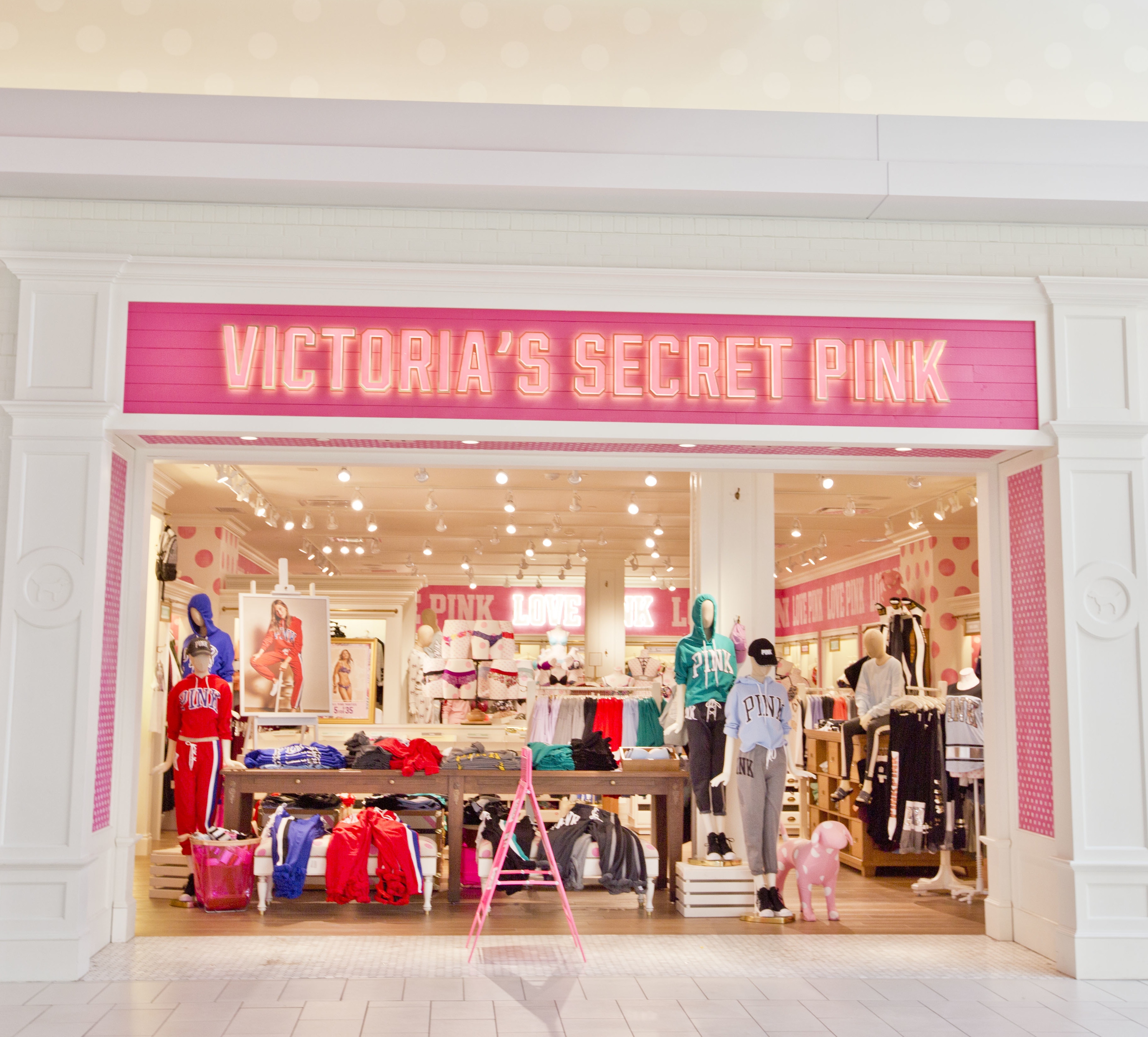
Sklep Victoria’s Secret PINK w Vancouver.

16 października 2002 roku firma ogłosiła start nowej linii odzieży pod nazwą „PINK”. Pierwszy samodzielny sklep, otwarto w 2009 roku w Kanadzie.

Linia skierowana jest głównie do młodych dziewczyn, w wieku 15–22 lat. W kolekcji można znaleźć bieliznę, stroje kąpielowe, piżamy, kosmetyki i akcesoria.
| Reprezentantki linii „Pink” |                     |           |
| Kraj                        | Modelka             | Kontrakt  |
| --------------------------- | ------------------- | --------- |
| Brazylia                    | Alessandra Ambrosio | 2004-2006 |
| Kanada                      | Jessica Stam        | 2006-2007 |
| Australia                   | Miranda Kerr        | 2006-2009 |
| Namibia                     | Behati Prinsloo     | 2008-2011 |
| Australia                   | Jessica Hart        | 2011-2013 |
| Szwecja                     | Elsa Hosk           | 2011-2014 |
| Stany Zjednoczone           | Rachel Hilbert      | 2015-2017 |
| Stany Zjednoczone           | Zuri Tibby          | od 2016   |
| Stany Zjednoczone           | Grace Elizabeth     | od 2016   |
| Stany Zjednoczone           | Maggie Laine        | od 2018   |

Informacje pobrane z portalu victoriassecret.fandom.com

## Victoria’s Secret Fashion Show
Coroczny pokaz mody, prezentujący bieliznę i akcesoria marki. Pierwszy pokaz odbył się w 1995 roku, jednak pierwsza emisja w telewizji, odbyła się dopiero w 2001 roku, gromadząc przed telewizorami 12,4 miliona widzów, co jest obecnym rekordem oglądalności pokazów tej marki. W roku 2004 pokaz został zastąpiony trasą „aniołków” po Ameryce, w którym wzięły udział: Adriana Lima, Alessandra Ambrosio, Tyra Banks, Heidi Klum i Gisele Bundchen. Pokaz kojarzony jest ze skrzydłami noszonymi przez modelki na wybiegu. Jednak anielskie skrzydła na pokazie Victoria’s Secret, mogą zakładać tylko i wyłącznie modelki, które uzyskały wcześniej miano „Aniołka Victoria’s Secret”.
| Rok  | Data pokazu | Data emisji | Miejsce     | Modelka (otwierająca pokaz) | Gość muzyczny                                                                                              | Transmisja | Oglądalność (w milionach) |
| ---- | ----------- | ----------- | ----------- | --------------------------- | --- | ---------- | ------------------------- |
| 1995 | 01.08.1995  | Brak emisji | Nowy Jork   | Brak danych                 | – | –          | –                         |
| 1996 | 06.02.1996  | Brak emisji | Nowy Jork   | Brak danych                 | – | –          | –                         |
| 1997 | 03.02.1997  | Brak emisji | Nowy Jork   | Brak danych                 | – | –          | –                         |
| 1998 | 03.02.1998  | Brak emisji | Nowy Jork   | Karen Mulder                | – | –          | –                         |
| 1999 | 03.02.1999  | 03.02.1999  | Nowy Jork   | Carmen Kass                 | – | Internet   | pow. 2,00                 |
| 2000 | 18.05.2000  | 18.05.2000  | Cannes      | Gisele Bündchen             | – | Internet   | Brak danych               |
| 2001 | 13.11.2001  | 15.11.2001  | Cannes      | Karolína Kurková            | Andrea Bocelli, Mary J. Blige                                                                              | ABC        | 12,4                      |
| 2002 | 14.11.2002  | 20.11.2002  | Nowy Jork   | Gisele Bündchen             | Destiny’s Child, Marc Anthony, Phil Collins                                                                | CBS        | 10,5                      |
| 2003 | 13.11.2003  | 19.11.2003  | Nowy Jork   | Adriana Lima                | Eve, Mary J. Blige, Sting                                                                                  | CBS        | 9,40                      |
| 2005 | 09.11.2005  | 06.12.2005  | Nowy Jork   | Gisele Bündchen             | Chris Botti, Ricky Martin, Rutgers University, Seal                                                        | CBS        | 8,90                      |
| 2006 | 16.11.2006  | 05.12.2006  | Los Angeles | Gisele Bündchen             | Justin Timberlake                                                                                          | CBS        | 6,80                      |
| 2007 | 16.11.2007  | 04.12.2007  | Los Angeles | Adriana Lima                | Seal (gościnnie Heidi Klum), Spice Girls, Will.i.am                                                        | CBS        | 7,40                      |
| 2008 | 15.11.2008  | 03.12.2008  | Miami       | Adriana Lima                | Jorge Moreno, Usher                                                                                        | CBS        | 8,70                      |
| 2009 | 19.11.2009  | 01.12.2009  | Nowy Jork   | Alessandra Ambrosio         | The Black Eyed Peas                                                                                        | CBS        | 8,30                      |
| 2010 | 10.11.2010  | 30.11.2010  | Nowy Jork   | Adriana Lima                | Akon, Katy Perry                                                                                           | CBS        | 9,00                      |
| 2011 | 10.11.2011  | 29.11.2011  | Nowy Jork   | Candice Swanepoel           | Jay-Z, Kanye West, Maroon 5, Nicki Minaj                                                                   | CBS        | 10,3                      |
| 2012 | 07.11.2012  | 04.12.2012  | Nowy Jork   | Adriana Lima                | Bruno Mars, Justin Bieber, Rihanna                                                                         | CBS        | 9,48                      |
| 2013 | 13.11.2013  | 11.12.2013  | Nowy Jork   | Candice Swanepoel           | A Great Big World, Fall Out Boy, Neon Jungle, Taylor Swift                                                 | CBS        | 9,72                      |
| 2014 | 02.12.2014  | 09.12.2014  | Londyn      | Behati Prinsloo             | Ariana Grande, Ed Sheeran, Hozier, Taylor Swift                                                            | CBS        | 9,29                      |
| 2015 | 10.11.2015  | 08.12.2015  | Nowy Jork   | Behati Prinsloo             | Ellie Goulding, Selena Gomez, The Weeknd                                                                   | CBS        | 6,59                      |
| 2016 | 30.11.2016  | 05.12.2016  | Paryż       | Elsa Hosk                   | Bruno Mars, Lady Gaga, The Weeknd                                                                          | CBS        | 6,67                      |
| 2017 | 20.11.2017  | 28.11.2017  | Szanghaj    | Candice Swanepoel           | Harry Styles, Jane Zhang, Leslie Odom Jr, Miguel                                                           | CBS        | 4,98                      |
| 2018 | 08.11.2018  | 02.12.2018  | Nowy Jork   | Taylor Marie Hill           | Bebe Rexha, Halsey, Leela James, Rita Ora, Shawn Mendes, The Chainsmokers ft. Kelsea Ballerini, The Struts | ABC        | 3,27                      |

## Fantasy Bra
Fantasy Bra to unikatowy biustonosz tworzony przez jubilerów, którzy ozdabiają go kamieniami szlachetnymi i złotem. Początkowo ten wyjątkowy model, pojawiał się tylko w katalogach wysyłkowych, jednak od 2001 roku jest główną atrakcją Victoria’s Secret Fashion Show. Po pokazie istnieje możliwość zakupienia prezentowanego modelu, niestety zazwyczaj brakuje chętnych, a biustonosze zostają rozmontowane. Tylko modele z 2004 oraz 2012 roku nabyły właścicieli. Najdroższy Fantasy Bra w historii marki, został zaprezentowany w roku 2000 – „Red Hot Fantasy Bra” był wart 15 mln $ i został uznany w Księdze Rekordów Guinnessa, najdroższą bielizną wyprodukowaną na Świecie.
| Fantasy Bra |                                    |                     |             |                               |
| Rok         | Biustonosz                         | Modelka             | Wartość ($) | Zaprezentowany podczas pokazu |
| ----------- | ---------------------------------- | ------------------- | ----------- | ----------------------------- |
| 1996        | Million Dollar Miracle Bra         | Claudia Schiffer    | 1 000 000   | N                             |
| 1997        | Diamond Dream Bra                  | Tyra Banks          | 3 000 000   | N                             |
| 1998        | Dream Angel Fantasy Bra            | Daniela Peštová     | 5 000 000   | N                             |
| 1999        | Millenium Bra                      | Heidi Klum          | 10 000 000  | N                             |
| 2000        | Red Hot Fantasy Bra/Panties        | Gisele Bündchen     | 15 000 000  | N                             |
| 2001        | Heavenly Star Bra                  | Heidi Klum          | 12 500 000  | T                             |
| 2002        | Star of Victoria Fantasy Bra       | Karolína Kurková    | 10 000 000  | T                             |
| 2003        | Very Sexy Fantasy Bra              | Heidi Klum          | 11 000 000  | T                             |
| 2004        | Heavenly '70' Fantasy Bra          | Tyra Banks          | 10 000 000  | N                             |
| 2005        | Sexy Splendor Fantasy Bra          | Gisele Bündchen     | 12 500 000  | T                             |
| 2006        | Hearts On Fire Diamond Fantasy Bra | Karolína Kurková    | 6 500 000   | T                             |
| 2007        | Holiday Fantasy Bra Set            | Selita Ebanks       | 4 500 000   | T                             |
| 2008        | Black Diamond Fantasy Miracle Bra  | Adriana Lima        | 5 000 000   | T                             |
| 2009        | Harlequin Fantasy Bra              | Marisa Miller       | 3 000 000   | T                             |
| 2010        | Bombshell Fantasy Bra              | Adriana Lima        | 2 000 000   | T                             |
| 2011        | Fantasy Treasure Bra               | Miranda Kerr        | 2 500 000   | T                             |
| 2012        | Floral Fantasy Bra & Gift Set      | Alessandra Ambrosio | 2 500 000   | T                             |
| 2013        | Royal Fantasy Bra                  | Candice Swanepoel   | 10 000 000  | T                             |
| 2014        | Dream Angels Fantasy Bras          | Adriana Lima        | 2 000 000   | T                             |
| 2014        | Dream Angels Fantasy Bras          | Alessandra Ambrosio | 2 000 000   |                               |
| 2015        | Fireworks Fantasy Bra              | Lily Aldridge       | 2 000 000   | T                             |
| 2016        | Bright Night Fantasy Bra           | Jasmine Tookes      | 3 000 000   | T                             |
| 2017        | Champagne Nights Fantasy Bra       | Lais Ribeiro        | 2 000 000   | T                             |
| 2018        | Dream Angels Fantasy Bra           | Elsa Hosk           | 1 000 000   | T                             |

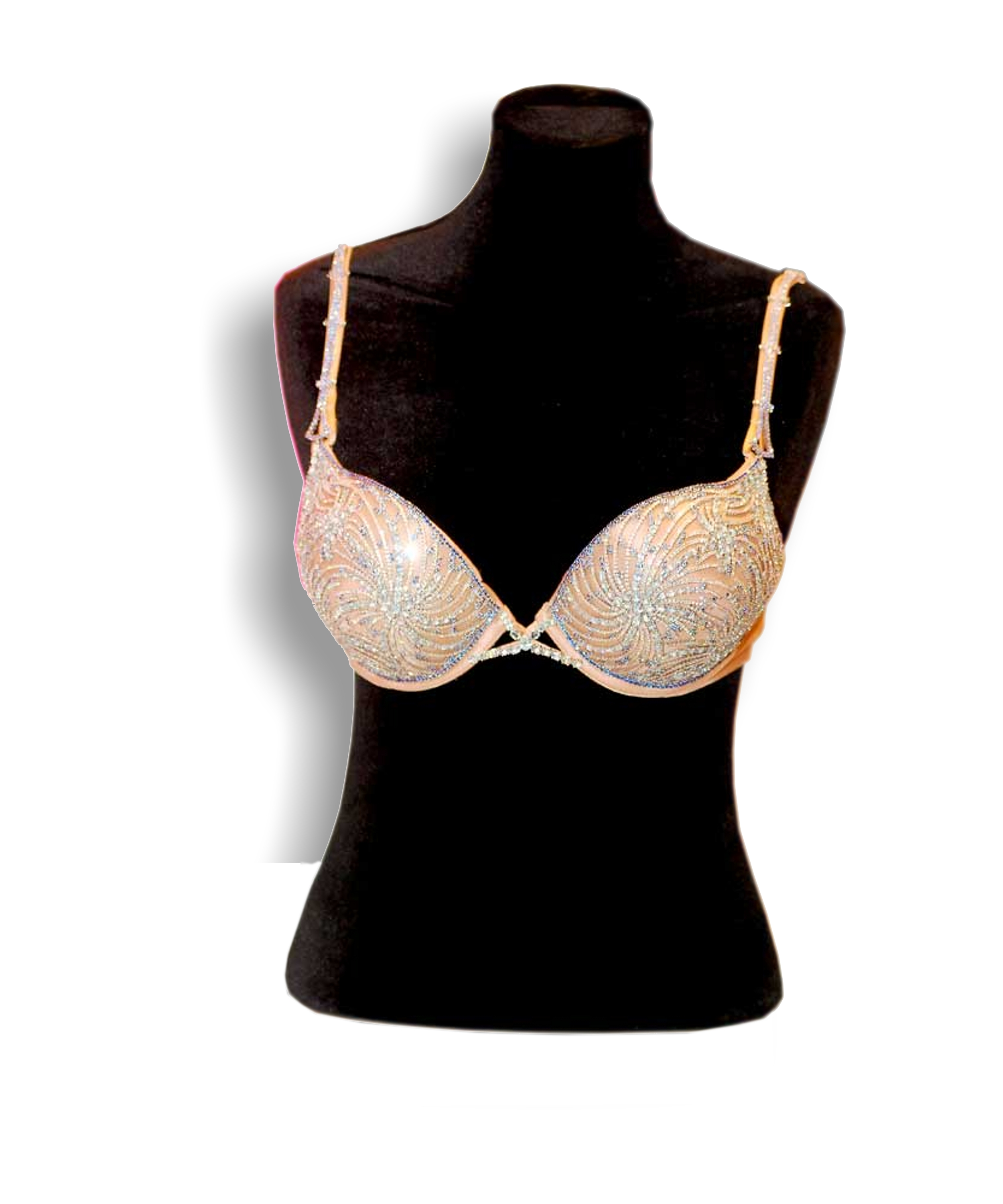
Bombshell Fantasy Bra z 2010 roku

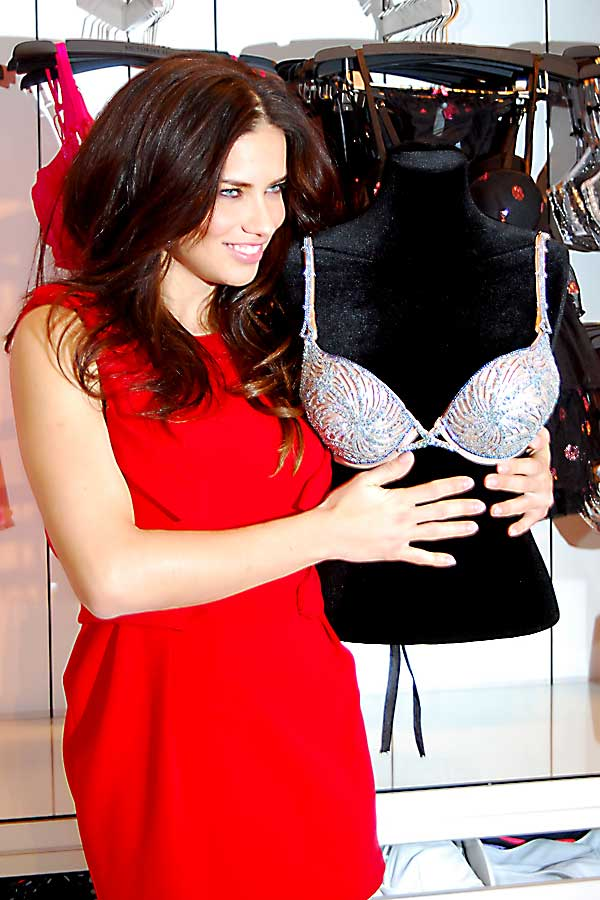
Adriana Lima z Fantasy Bra

Informacje pobrane z portalu victoriassecret.fandom.com